# Hemithea graminea
Hemithea graminea är en fjärilsart som beskrevs av George Francis Hampson 1891. Hemithea graminea ingår i släktet Hemithea och familjen mätare. Inga underarter finns listade i Catalogue of Life.